# Christian Rauda
Christian Rauda (* 1976 in Mainz) ist ein deutscher Rechtsanwalt, Autor und Zauberkünstler
Raudas anwaltliche Tätigkeit konzentriert sich auf medienrechtliche Fragen. Er ist Justiziar des Deutschen Internet Verbands und Lehrbeauftragter an der Johannes Gutenberg-Universität Mainz und der Hamburg Media School. Zudem ist er seit 2021 Honorarprofessor für Computerspielerecht und Entrepreneurship in der Games-Branche an der Hochschule für Technik und Wirtschaft Berlin. 
Rauda ist Autor von zahlreichen juristischen Fachbüchern. Er betreibt zudem einen kostenlosen Online-Klausurenkurs für die Ausbildung von Jurastudenten.
2003 wurde er zusammen mit seinen Teamkollegen Simon Herrmann und Hanna Kaspar vom Debattierclub Johannes Gutenberg Deutscher Debattiermeister des Turniers der Wochenzeitung Die Zeit. Im Anschluss wurde er baden-württembergischer Meister im Debattieren und gewann auf der Wartburg das Turnier „Der kleine Cicero“. 2007 veröffentlichte er mit Hanna Kaspar und Patrick Proner „Das Handbuch des Debattierens“.
Rauda tritt zudem als Zauberkünstler Macrian auf.